# Austrodecus glabrum
Austrodecus glabrum är en havsspindelart som beskrevs av Stock, J.H. 1957. Austrodecus glabrum ingår i släktet Austrodecus och familjen Austrodecidae. Inga underarter finns listade.